# Prepops cruciferus
Prepops cruciferus är en insektsart som först beskrevs av Berg 1879.  Prepops cruciferus ingår i släktet Prepops och familjen ängsskinnbaggar. Inga underarter finns listade i Catalogue of Life.